# OpenOffice.org Writer
OpenOffice.org Writer（又稱OpenOffice Writer，OpenOffice 文書處理器或OO.o 文書處理器）是由OpenOffice.org所開發的免費文字編輯軟件。這一個軟件提供Microsoft Word軟件包括的基本功能，可以把文件以DOC或PDF的形式儲存和輸出。
OpenOffice.org還提供OpenOffice.org Impress、OpenOffice.org Math、OpenOffice.org Draw、OpenOffice.org Calc和OpenOffice.org Base免費下載。以上的軟件都有48種（尚有其他語言的版本在開發中）的不同語言版本方便各國人士。